# Batalha de Landen

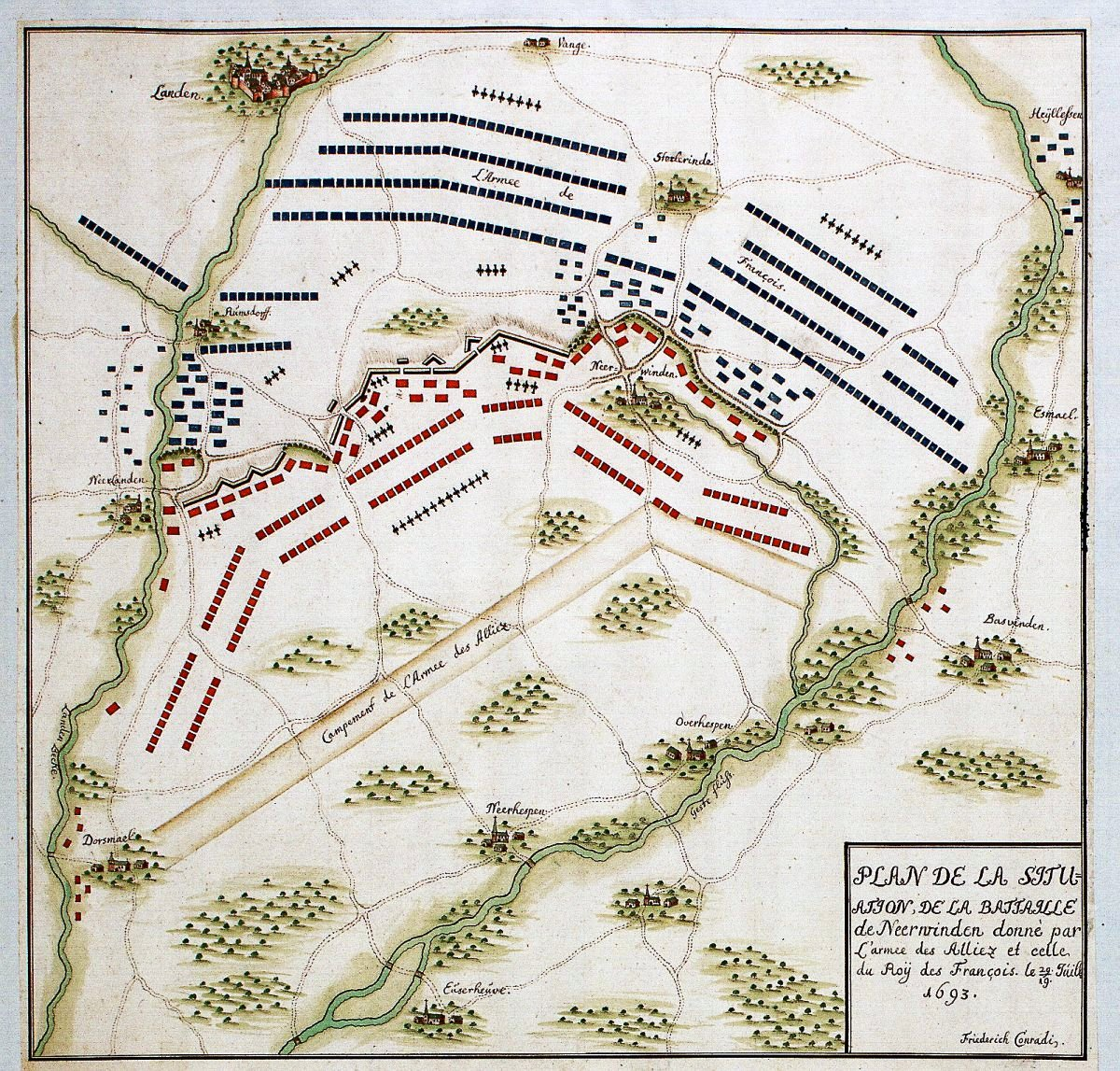
Mapa da batalha. Os exércitos aliados estão em vermelho.

A Batalha de Landen, também conhecida como Batalha de Neerwinden, ocorreu em 29 de julho de 1693, durante a Guerra dos Nove Anos perto de Landen, na atual Bélgica. Um exército francês sob o comando do marechal François-Henri de Montmorency, duque de Luxemburgo derrotou uma força aliada liderada por Guilherme III.
Em 1693, todos os combatentes lutavam com os custos financeiros e materiais do conflito. Esperando terminar a guerra com uma paz negociada favorável, Luís XIV da França decidiu primeiro melhorar sua posição tomando a ofensiva. Luxemburgo, comandante francês na Holanda espanhola, viu uma chance de enfrentar Guilherme perto de Landen. Os aliados estavam em uma posição forte, mas extremamente perigosa, com um rio na retaguarda. A maior parte dos combates ocorreu na direita aliada, em torno da única ponte sobre o rio, fortemente fortificada e defendida pelo grosso de sua artilharia. Os franceses atacaram a posição três vezes antes de finalmente romper as defesas; os Aliados foram forçados a recuar e abandonar suas armas. Embora tenha sido uma vitória francesa clara, como na Batalha de Steenker que no ano anterior, ambos os lados sofreram pesadas baixas e Luís não conseguiu alcançar o resultado decisivo que forçaria os Aliados a negociar a paz. Guilherme rapidamente recuperou suas perdas e em 1694 alcançou a superioridade numérica em Flandres pela primeira vez na guerra.